# Moșna (Iași)
Moșna è un comune della Romania di 1 935 abitanti, ubicato nel distretto di Iași, nella regione storica della Moldavia.
La zona di Moșna è stata abitata fin dal Neolitico e sono state trovate tracce di un insediamento risalente alla cosiddetta Cultura di Cucuceni.